# Verdets
Verdets é uma comuna francesa na região administrativa da Nova Aquitânia, no departamento dos Pirenéus Atlânticos. Estende-se por uma área de 5,65 km². Em 2010 a comuna tinha 282 habitantes (densidade: 49,9 hab./km²).